# محمد بن زياد الألهاني
محمد بن زياد الألهاني أحد رواة الحديث النبوي ، هو محمد بن زياد الألهاني محدث حمص وألهان هو أخو همدان ابنا مالك بن زيد بن أوسلة القحطاني ، قال صالح بن أحمد بن حنبل عن أبيه أحمد بن حنبل وأبو داود والترمذي والنسائي : ثقة ، وقال عبد الله بن أحمد بن حنبل : سألت أبي عن إسماعيل بن عياش فقال : إذا حدث عن الثقات مثل محمد بن زياد فحديثه مستقيم ، وقال عثمان بن سعيد الدارمي : وسألته يعني يحيى بن معين عن محمد بن زياد فقال : ثقة قلت فالألهاني قال : كلاهما ثقتان ، وقال عباس الدوري عن يحيى بن معين : ثقة مأمون وكذلك قال محمد بن عثمان بن أبي شيبة عن علي بن المديني ، روى له الجماعة سوى مسلم بن الحجاج .
روى الحديث عن عبد الله بن بسر المازني وعبد الله بن أبي قيس وعبد الرحمن بن عمرو السلمي والمقدام بن معدي كرب وأبي راشد الحبراني وأبي عنبة الخولاني ، روى عنه ابنه إِبراهيم بن محمد بن زياد الألهاني وإدريس بن زياد الألهاني وإسماعيل بن عياش وبقية بن الوليد وسليم بن عثمان الفوزي أخو الخطاب بن عثمان وعبد الله بن سالم الأشعري ومحمّد بن حرب الخولاني ومحمد بن حمير السليمي ووهب بن خالد الحمصي ويزيد بن أمية واليمان بن عدي الحضرمي وأبو بكر بن عبد الله بن أبي مريم الغساني.